# Marcel Dick
Marcel Dick (geboren 28. August 1898 in Miskolc, Österreich-Ungarn; gestorben 13. Dezember 1991 in Cleveland) war ein ungarisch-US-amerikanischer Geiger und Komponist.

## Leben
Marcel Dick stammte aus einer musikalischen Familie, ein Großonkel war der Geiger Eduard Reményi. Er galt als Wunderkind an der Geige und studierte ab 1909 an der Budapester Musikakademie bei József Bloch und Rezső Kemény und Theorie bei Victor von Herzfeld. Sein Kompositionsstudium 1911/12 bei Zoltán Kodály war weniger erfolgreich. Er hatte zunächst ein Engagement bei den Budapester Philharmonikern und zog 1921 aus politischen Gründen nach Österreich. Ab 1924 war er Solobratscher bei den Wiener Symphonikern. Dick war Mitglied des Kolisch-Quartetts (1924–1927) und danach zeitweise des Rosé-Quartetts. 1924 wirkte er mit als Bratschist bei der Uraufführung der Serenade (op. 24) von Arnold Schönberg. 1932 wurde er Professor am Konservatorium der Stadt Wien. 
Im Ständestaat emigrierte er 1934 in die USA. Er war 1934/35 Erster Geiger des Detroit Symphony Orchestra, von 1935 bis 1943 spielte er hauptberuflich Bratsche im Stradivarius-Quartett und danach bis 1949 als Solo-Bratscher unter George Szell im Cleveland Orchestra. Er unterrichtete an der Harvard University in Boston und am Cleveland Institute of Music.
Dick komponierte zwei Symphonien, kleinere Orchesterwerke, Quartette, Sonaten und Klavierstücke.